# Ачик
Ачи́к (алт. Ачык — «открытое место, поляна») — река в Кош-Агачском районе Республики Алтай. Устье реки находится в 17 км по правому берегу реки Шавла. Длина реки составляет 19 км. Высота истока — 1193 м над уровнем моря.

## Данные водного реестра
По данным государственного водного реестра России относится к Верхнеобскому бассейновому округу, водохозяйственный участок реки — Катунь, речной подбассейн реки — Бия и Катунь. Речной бассейн реки — (Верхняя) Обь до впадения Иртыша.